# Грос-Енцерсдорф
Грос-Енцерсдорф (нім. Groß-Enzersdorf) — місто (нім. Stadt) в Австрії, у федеральній землі Нижня Австрія. 
Входить до складу округу Гензерндорф.  Населення становить 8711 чоловік (станом на 31 грудня 2005 року). Займає площу 83,91 км². 

## Політична ситуація
Бургомістр комуни — Томзік (СДПА) за результатами виборів 2005 року.
Рада представників комуни (нім. Gemeinderat) складається з 33 місць.
- СДПА займає 18 місць.
- АНП займає 11 місць.
- Зелені займають 3 місця.
- АПС займає 1 місце.